# 芭芭拉·佩措尔德
芭芭拉·佩措尔德（德語：Barbara Petzold，1955年8月8日—），德国女子越野滑雪运动员。她曾代表东德参加1976年和1980年冬季奥林匹克运动会越野滑雪比赛，获得二枚金牌和一枚铜牌。